# هاروست (آلاباما)
هاروست (به انگلیسی: Harvest) شهرکی در شهرستان مدیسون ایالت آلاباما است که مساحت آن ۳۲٫۱۱ کیلومترمربع است و در سرشماری سال ۲۰۱۰ میلادی، ۵٬۲۸۱ نفر جمعیت داشته و تراکم جمعیتی آن، ۱۶۴٫۴۷ در کیلومترمربع بوده است.